# Without
Without (Croton matourensis) of  (Surinaams) tabakabron is een neotropische boom- en houtsoort.
Without is een altijdgroene boomsoort die 4-25 meter hoog kan worden. De rechte stam kan 25–75 cm in doorsnee bemeten en is voor zo'n 3 meter takloos. Het is een pionierplant die geschiktheid toont voor herbebossingsdoeleinden en komt vooral in kapoeweri voor. Het hout wordt soms in het wild gekapt, hoewel het vooral als brandstof geschikt is. In een studie in Oost-Amazonië betreffende stukken kapoeweri van 5, 10, 20 en 40 jaar oud bleek without een van de dominante soorten te zijn.
Het verspreidingsgebied ligt in tropisch Zuid- en Centraal-Amerika: Brazilië, Peru, Ecuador, de Guyana's, Venezuela, Colombia, Panama en Costa Rica.
In Suriname is de boom talrijk aangetroffen bij Kwamalasamoetoe in laaglandregenwoud op droogland gedurende een RAP-onderzoek, samen met soorten als Vouacapoua americana, Bocoa viridiflora (ijzerhart, Fabaceae) en Bocoa marionii.

## Eigenschappen
De plant wordt in de Braziliaanse volksgeneeskunde toegepast en er is onderzoek geweest naar de eigenschappen van de essentiële olie die uit withoutbladeren verkregen kan worden. De olie bevat  β-caryophylleen, thunbergol, cembreen, p-cymeen, and β-elemeen en vertoonde interessante kankerwerende eigenschappen.